# Parabola smochinului neroditor

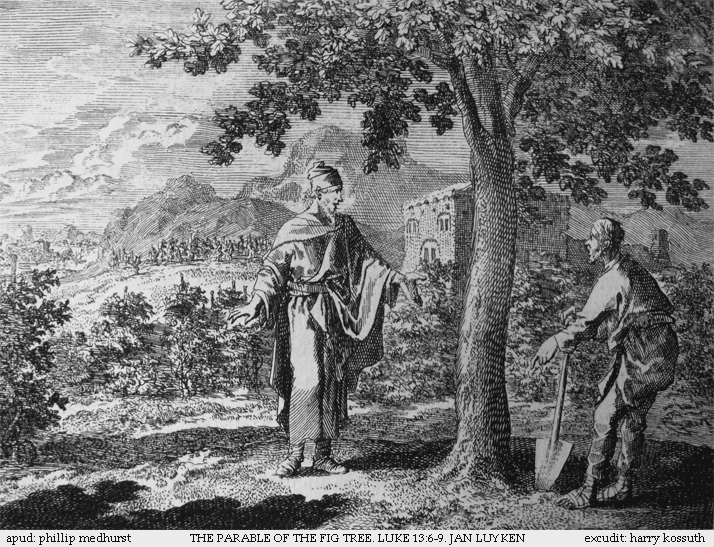
Gravură despre parabola smochinului neroditor de Jan Luyken, Biblia Bowyer.

Parabola smochinului neroditor (sau pilda smochinului neroditor) este o parabolă spusă de Iisus în Noul Testament și se găsește în Evanghelia după Luca (Luca 13:6-9). Parabola implică un smochin, la fel ca și scurta parabolă a smochinului care frăgezește (Luca 21:29-33), parabolă cu care nu trebuie confundată. 

## Textul

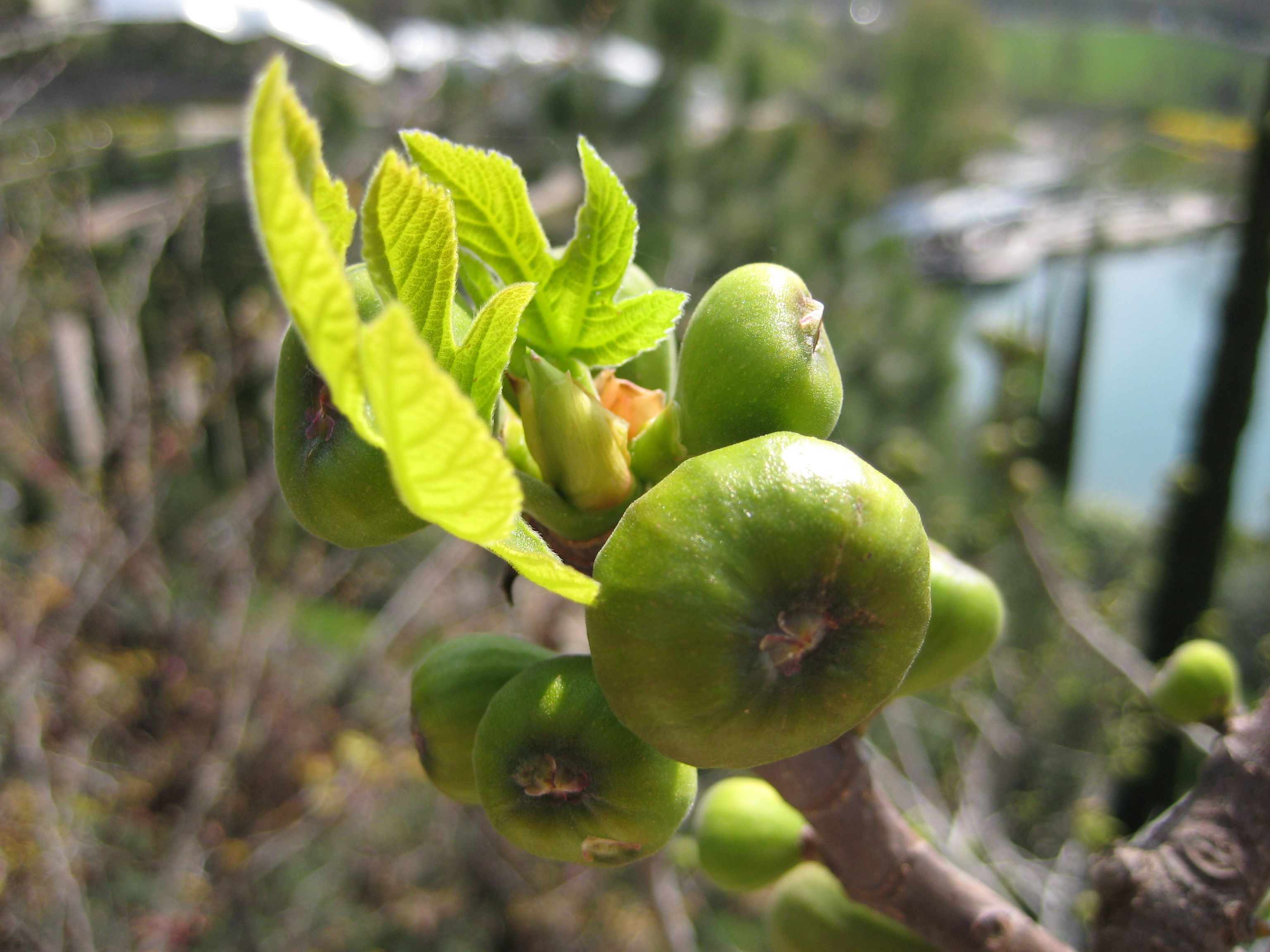
Ce aşteaptă proprietarul!

Parabola este următoarea:
| “ | Și le-a spus pilda aceasta: Cineva avea un smochin, sădit în via sa și a venit să caute rod în el, dar n-a găsit. Și a zis către vier: Iată trei ani sunt de când vin și caut rod în smochinul acesta și nu găsesc. Taie-l; de ce să ocupe locul în zadar? Iar el, răspunzând, a zis: Doamne, lasă-l și anul acesta, până ce îl voi săpa împrejur și voi pune gunoi. Poate va face rod în viitor; iar de nu, îl vei tăia. - Luca 13:6-9 | ” |

## Interpretare
În această parabolă, proprietarul este în general considerat a fi Dumnezeu, și grădinarul (vierul) Iisus . Smochinii au fost adesea cultivați în podgoriile cu viță de vie.
Smochinul a fost un simbol comun pentru Israel, și poate avea, de asemenea, acest sens și în parabolă , sau copacul din parabolă se poate referi și la conducerea religioasă. În ambele cazuri, parabola sugerează că Isus oferă ascultătorilor săi o ultima șansă pentru pocăință. Perioada limitată de timp menționată prevede o urgență escatologică. 
Parabola a fost interconectată cu miracolul smochinului blestemat. Richard Whately a comentat că această parabolă este una pe care Domnul nostru a pus-o în fața ascultătorilor săi de două ori, o dată în cuvinte, o dată prin fapte.

## Autenticitate
Deși parabola se găsește doar în evanghelia lui Luca, nu există nici un argument puternic împotriva autenticității, și majoritatea membrilor Seminarului lui Isus au votat această autenticitate.

## Vezi și

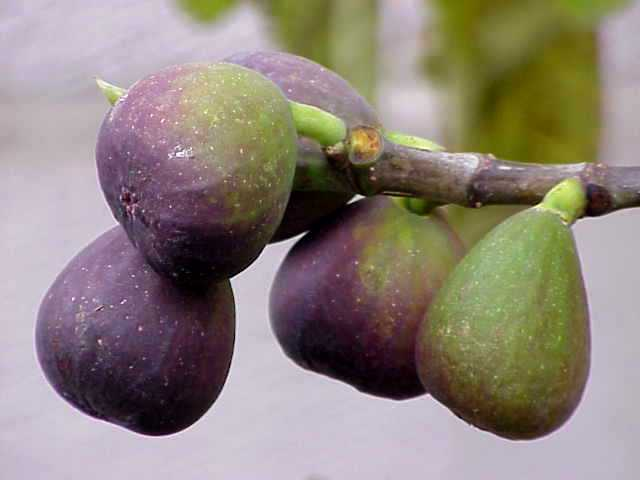
Smochin
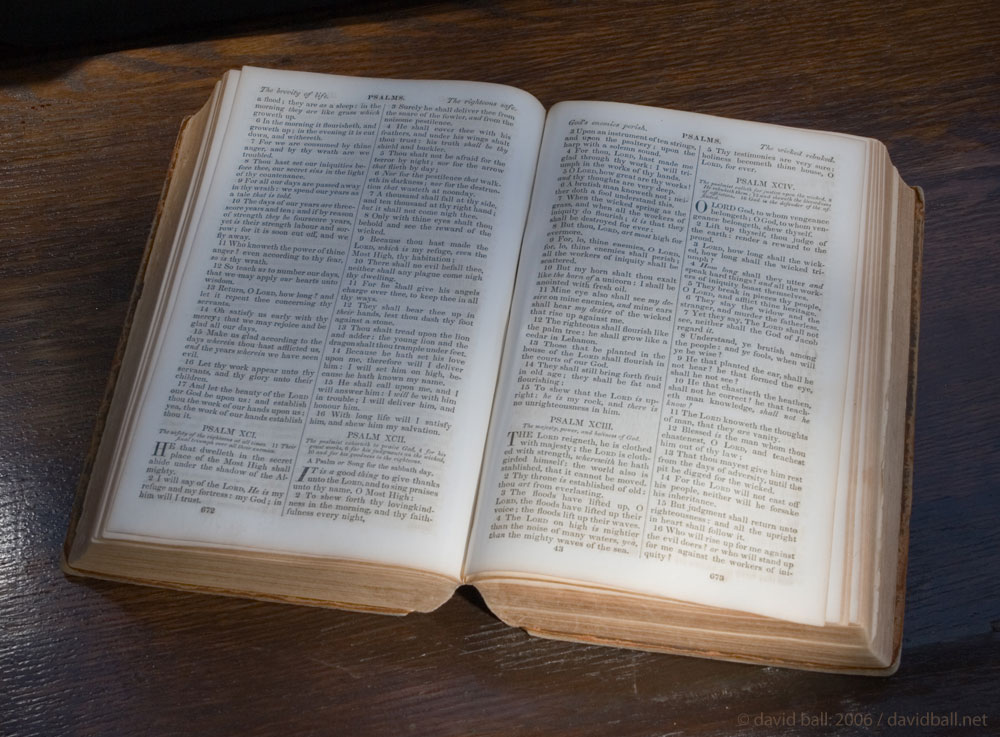
Smochini în Biblie
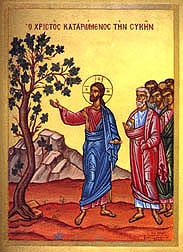
Miracolul smochinului blestemat
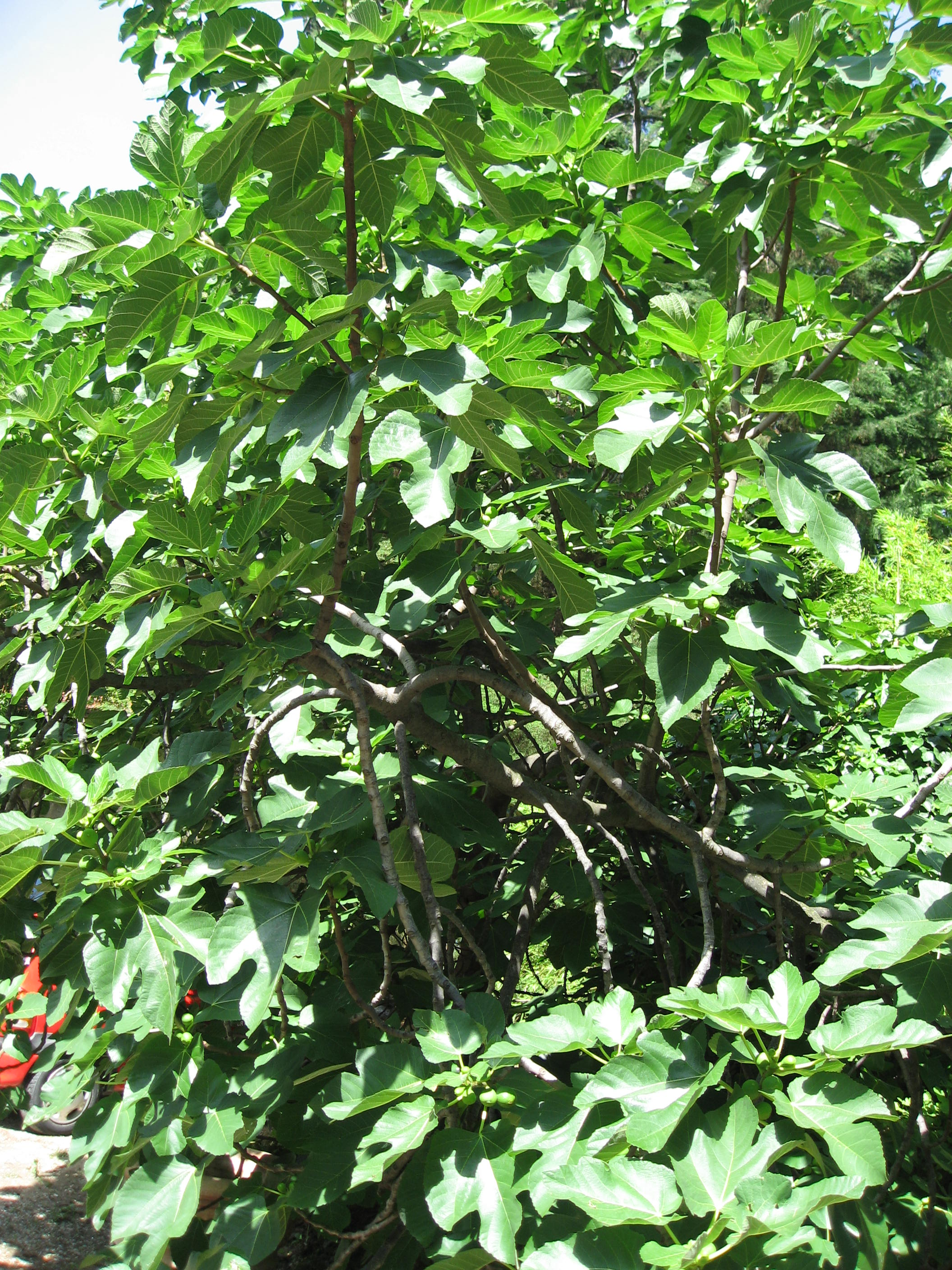
Parabola smochinului care frăgezește